# Mering
Mering é um município da Alemanha, localizado no distrito de Aichach-Friedberg no estado da Baviera próxima da cidade de Augsburgo.